# معهد بريمتر للفيزياء النظرية
معهد بريمتر للفيزياء النظرية أو المعهد المحيطي للفيزياء النظرية بالانكليزية (Perimeter Institute for Theoretical Physics (PI هو مركز مستقل للابحاث في مجال الفيزياء النظرية يقع في واترلو، اونتاريو، كندا. انشأ في عام  1999. منشأ هذا المعهد الخيري هو رجل الأعمال و فاعل الخير مايك لازاريديس.
إلى جانب البحث العلمي، المعهد يدعم المتدربين العلميين و نشاطات التوعية التعليمية للعامة.هذا يتحقق من خلال فريق قسم التوعية التعليمية المحيطية.
مجالات البحث في معهد المحيط تشمل 8 حقول:
- الانظمة المعقدة
- الفيزياء الفضائية
- الجاذبية
- فيزياء الجسيمات
- نظرية الأوتار
- الجاذبية الكمية
- اسس الكم
- المعلومات الكمومية